# Fürstenhof (Presseck)
Fürstenhof ist ein Gemeindeteil des Marktes Presseck im Landkreis Kulmbach (Oberfranken, Bayern). Fürstenhof liegt in der Gemarkung Presseck.

## Geografie
Die Einöde liegt im Zettlitztal. Ein Anliegerweg führt einen halben Kilometer nördlich zur Kreisstraße KU 24 zwischen Kunreuth im Nordwesten und Presseck im Südosten.

## Geschichte
Der Ort wurde 1550 als landwirtschaftliches Anwesen des „Fürstenhofers“ erwähnt. Im Dreißigjährigen Krieg wurde das Anwesen verwüstet. Erst im Jahr 1700 konnte es zu Lehen gegeben werden.
Gegen Ende des 18. Jahrhunderts bestand Fürstenhof aus einem Anwesen. Das Hochgericht sowie die Grundherrschaft über den Hof übte die Herrschaft Wildenstein aus.
Mit dem Gemeindeedikt wurde Fürstenhof dem 1808 gebildeten Steuerdistrikt Presseck und der im selben Jahr gebildeten Ruralgemeinde Presseck zugewiesen.

### Einwohnerentwicklung
| Jahr      | 001818 | 001861 | 001871 | 001885 | 001900 | 001925 | 001950 | 001961 | 001970 | 001987 |
| Einwohner |        | 5      | 5      | 8      | 5      | 6      | 4      | 2      | 4      | 4      |
| Häuser    | 1      |        | 1      | 1      | 1      | 1      | 1      |        | 1      |        |
| Quelle    | [ 7 ]  | [ 10 ] | [ 11 ] | [ 12 ] | [ 13 ] | [ 14 ] | [ 15 ] | [ 16 ] | [ 17 ] | [ 1 ]  |

## Religion
Fürstenhof ist seit der Reformation evangelisch-lutherisch geprägt und nach Heilige Dreifaltigkeit (Presseck) gepfarrt.